# Alastor dalyi
Alastor dalyi är en stekelart som beskrevs av Giordani Soika 1979. Alastor dalyi ingår i släktet Alastor och familjen Eumenidae. Inga underarter finns listade i Catalogue of Life.